# Red Lake (See, Minnesota)
Der Red Lake ist ein Süßwassersee im US-Bundesstaat Minnesota. Mit einer Fläche von 1.106 km² ist er der siebentgrößte natürliche, vollständig auf dem Gebiet der Vereinigten Staaten gelegene See sowie insgesamt auf Platz 16.
Der Red Lake ist ein Überrest des eiszeitlichen Agassizsees. Er gliedert sich in zwei annähernd ovale Becken, fast vollständig getrennt durch die Halbinsel von Ponemah. Die Verbindung zwischen beiden, genannt „The Narrows“ ist stellenweise weniger als einen Kilometer breit. Der kleinere Upper Red Lake im Norden misst etwa 35 × 15 km, das größere Bassin im Süden, der Lower Red Lake, ungefähr 40 × 20 km. Entwässert wird der Red Lake vom Red Lake River, einem Nebenfluss des Red River of the North. Vor allem im Norden grenzen ausgedehnte Feuchtgebiete an den See.
Das Gebiet um den Red Lake ist dünn besiedelt. Der See befindet sich vollständig im Beltrami County, das Westufer des Lower Red Lake bildet die Grenze zum Clearwater County. Größter Ort am See ist Red Lake im Süden. Fast das gesamte Gewässer gehört zum Indianerreservat Red Lake Indian Reservation, einzige Ausnahme ist die Waskish Township am Ostufer des Upper Red Lake.
Ein 1931 vom US Indian Service errichteter und 1951 vom United States Army Corps of Engineers erneuerter Damm reguliert den Abfluss des Sees und hält den Seespiegel bei 358 m ü. M. Der Damm soll primär Überflutungen am Red Lake River vorbeugen.